# Језер (Васлуј)
Језер (рум. Iezer) насеље је у Румунији у округу Васлуј у општини Пујешти. Oпштина се налази на надморској висини од 167 m.

## Становништво
Према подацима из 2002. године у насељу је живело 311 становника, од којих су сви румунске националности.